# Gereneng
Gereneng is een bestuurslaag in het regentschap Oost-Lombok van de provincie West-Nusa Tenggara, Indonesië. Gereneng telt 9115 inwoners (volkstelling 2010).